# 王志洪
王志洪（1941年7月—），男，汉族，北京人，中国演员，国家有突出贡献话剧艺术家。王志洪毕业于中央戏剧学院，随后分配至宁夏话剧团工作，长期担任团长，并兼任编剧、导演。工作期间，他曾参加第六次和第七次全国文代会，担任中国戏剧家协会理事。

## 生平
1965年夏天，王志洪与同学共同创作的话剧作品开始在银川舞台上演出，其中包括《金梁玉柱》《女飞行员》《豹子湾战斗》等。这些作品参加了1965年西北地区现代戏观摩演出大会，并在银川话剧市场引起了广泛关注。
1984年，王志洪与同事前往固原，回到他曾经劳动生活过一年的地方，深入群众，以期为陷入困境的话剧团寻找新的创作灵感。
2001年11月至2002年1月，王志洪带领宁夏话剧团赴全国21个省、市、自治区进行巡回慰问演出。
2018年，77岁的王志洪担任话剧《风景这边独好》的剧本创作，聚焦于宁夏自治区的扶贫工作，以此向他视为“第二故乡”的宁夏致敬。